# (72527) 2001 DK94
(72527) 2001 DK94 – planetoida z pasa głównego asteroid okrążająca Słońce w ciągu 3,78 lat w średniej odległości 2,43 j.a. Odkryta 19 lutego 2001 roku.